# Grande fome de 1740–1741 na Irlanda
A grande fome de 1740–1741 na Irlanda possivelmente teve magnitude similar à mais conhecida grande fome de 1845–1849 irlandesa. Diferente da fome da década de 1840, que foi causada em parte por uma infecção de oomicetos nas colheitas de batata, a de 1740–1741 foi causada pelo frio extremo e tempo chuvoso por anos sucessivos, resultando em uma série de colheitas ruins. A fome juntou-se a uma série de doenças fatais; o frio e seus efeitos estenderam-se por toda Europa, e aquele parece ter sido o último período de grande frio ao final da Pequena Idade do Gelo entre 1400–1800.
Não existe informação disponível do numero de mortes causadas pela fome. A informação demográfica do período era deficiente, pois poucos censos foram feitos no século XVIII. No Condado de Kerry, por exemplo, as 15 000 casas foram reduzidas para 11 000 em 1742.
Calcular a taxa de mortalidade para a fome de 1847–1849 também se provou difícil, mesmo com a existência de censos em 1841 e 1851. Porém, o historiador irlandês Joe Lee especulou, a partir de testemunhos contemporâneos e informações de outras fomes internacionais no período, que a taxa de mortalidade de 1740–1741 foi similar à da fome de 1847, ou seja, que 10% da população tenha morrido. Como não houve uma emigração massiva em 1740–1741, isto foi largamente ignorado.
O ano de 1741, durante o qual a fome estava em seu auge e a mortalidade foi a maior, foi conhecido na memória popular como o "ano do abate" (em irlandês:  bliain an áir).